# I sekretarze Komitetu Warszawskiego PZPR
Funkcję I sekretarza Komitetu Warszawskiego PZPR sprawowali kolejno:
| Imię i nazwisko    | Od            | Do            |
| ------------------ | ------------- | ------------- |
| Stanisław Zawadzki | grudzień 1948 | styczeń 1950  |
| Julian Tokarski    | styczeń 1950  | kwiecień 1950 |
| Witold Jarosiński  | kwiecień 1950 | czerwiec 1950 |
| Władysław Wicha    | czerwiec 1950 | maj 1953      |
| Władysław Matwin   | maj 1953      | luty 1954     |
| Stanisław Pawlak   | luty 1954     | wrzesień 1955 |
| Stefan Staszewski  | wrzesień 1955 | luty 1957     |
| Witold Jarosiński  | luty 1957     | luty 1960     |
| Walenty Titkow     | luty 1960     | lipiec 1964   |
| Stanisław Kociołek | lipiec 1964   | grudzień 1967 |
| Józef Kępa         | grudzień 1967 | grudzień 1976 |
| Alojzy Karkoszka   | grudzień 1976 | listopad 1980 |
| Stanisław Kociołek | listopad 1980 | czerwiec 1982 |
| Marian Woźniak     | czerwiec 1982 | listopad 1985 |
| Janusz Kubasiewicz | listopad 1985 | styczeń 1990  |